# Tugimaantee 34
De Tugimaantee 34 is een secundaire weg in Estland. De weg loopt van Kiviõli naar Varja en is 8,7 kilometer lang. 